# Bettina Spoerri
Bettina Spoerri (* 1968 in Zürich) ist eine Schweizer Autorin, Literaturwissenschaftlerin, Literaturvermittlerin und Verlegerin. 

## Leben
Geboren in Zürich, wuchs sie in Basel auf und zog danach wieder nach Zürich, um Deutsche Literatur- und Sprachwissenschaft, Philosophie und Musikwissenschaft zu studieren. Es folgten Auslandssemester an der FU Berlin und in Paris (EHESS, Sorbonne), wo sie Seminare von Hélène Cixous, Sarah Kofman, Jacques Derrida und Umberto Eco besuchte. Nach Abschluss des Studiums 1994 arbeitete sie für Keystone und lebte in Jerusalem, bevor sie von Alois Maria Haas als wissenschaftliche Assistentin ans Deutsche Seminar der Universität Zürich berufen wurde. 
In den 1990er Jahren schrieb Spoerri als Redaktorin der Literatur- und Kunstzeitschrift entwürfe und organisierte Lesungen und literarische Veranstaltungen für Autoren. Von 2002 bis 2011 wirkte sie in der Kulturkommission der Israelitischen Kultusgemeinde Zürich (ICZ) mit und lud in diesem Rahmen zahlreiche israelische Schriftsteller und Filmautoren nach Zürich ein (u. a. Zeruya Shalev, Etgar Keret, Savyon Liebrecht, Meir Shalev, Michal Govrin). Von 2004 bis 2009 leitete sie als Nachfolgerin der Literaturvermittlerin Ruth Binde das Bernhard Litteraire, ein monatliches Literaturgespräch mit jeweils drei Gästen, das kurz nach dem Eintritt Spoerris einen neuen Standort suchen musste. 2005/2006 zog sie nach Kaufleuten in Zürich. Spoerri hat viele Essays und Aufsätze in Sammelbänden und thematischen Publikationen zu Transnationalität, Literatur und Migration, Identität, Erinnerung/Gedächtnis veröffentlicht. Sie ist Koinitiatorin und Mitherausgeberin der Monografie «Diskurse aus der Enge. Kosmopolitische Räume in den Schweizer Literaturen».  
Nachdem Spoerri bereits 2001–2003 als Kulturredaktorin des St. Galler Tagblatts und anschliessend als freie Mitarbeiterin der Neuen Zürcher Zeitung tätig war, arbeitete sie von 2007 bis 2009 als festangestellte Redaktorin der NZZ und verfasste insbesondere Kritiken und Interviews zu Schweizer Literatur und zum aktuellen Schweizer und internationalen Filmschaffen. Sie war literarische Kuratorin der Wanderausstellung Swiss Lib. zu Schweizer Gegenwartsliteratur der Schweizer Kulturstiftung Pro Helvetia, die, mit literarischem Begleitprogramm, in Vilnius, Krakau, Prag und Lwiw/Lemberg zu sehen war. 2011/2012 erhielt sie ein Stipendium von Landis & Gyr. Ab Juli 2012 leitete sie die Solothurner Literaturtage (Ausgabe 2013). Von 2013 bis 2022 leitete Bettina Spoerri das Aargauer Literaturhaus in Lenzburg (CH).
2022 gründete sie zusammen mit Anne Wieser den Geparden Verlag in Zürich.

## Werke
2004 wurde ihr erstes Theaterstück («Bleichen, wenn nötig», mit der Migrantinnen-Theatergruppe SEM) uraufgeführt. Seit den 1990er Jahren wurden Kurzgeschichten in (Literatur-)Zeitschriften (entwürfe, Variations, Du Magazin, Xing u. a. m.) abgedruckt. 
Im Herbst 2013 erschien ihr erster Roman «Konzert für die Unerschrockenen» im Wiener Verlag Braumüller. Es folgte 2016 der zweite Roman «Herzvirus» und die preisgekrönte Erzählung «Schneller als Licht». 2019 publizierte sie, zusammen mit dem Fotografen Klaus Rózsa, «Zürich abseits der Pfade. Eine etwas andere Reise durch die lebendige Stadt jenseits der reichen Fassaden», ebenfalls im Wiener Verlag Braumüller.